# Sybra pulla
Sybra pulla là một loài bọ cánh cứng trong họ Cerambycidae.